# Kritický regionalismus

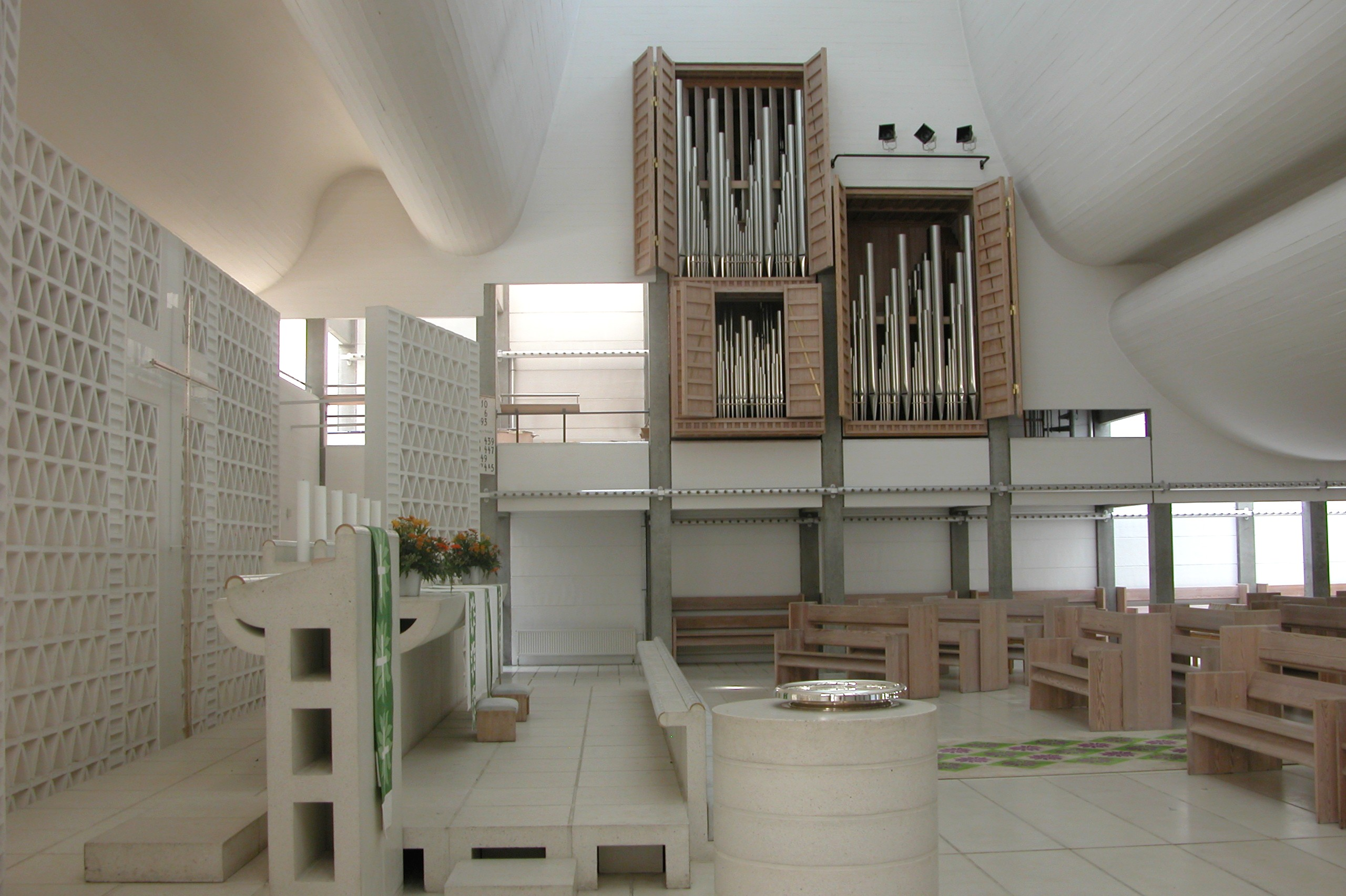
Kostel Bagsværd od dánského architekta Jørna Utzona z roku 1976 je příkladem kritického regionalismu – kombinuje totiž prefabrikované prvky se skořepinovanými klenbami tvořenými přímo na místě, které jsou tak jedinečné.

Kritický regionalismus je přístup k architektuře, který se snaží vzdorovat a reagovat na její globalizaci, Mezinárodní styl, nedostatek identity ale také odmítá rozmarný individualismus, ornamentálnost postmoderní architektury či nacionalistické odrůdy regionalismu. Nemá označovat vernakulární architekturu, která vzniká regionálně a svépomocí. Jde o směr, který se sice vztahuje k místní krajině a specifikům (regionalismus), ale zároveň je kriticky reflektuje a nově interpretuje. Vztahuje se k hlubším formám, nejde jen o povrchové kopírování vzhledu. Architekturu celostně kulturní tvorbu, nejen jako technickou profesi.
Směr vznikl jako reakce na historismus, který nekriticky přebíral historické slohy, aniž by je nijak aktualizoval. Principy kritického regionalismu formuloval britský architekt a teoretik Kenneth Frampton v textu nazvaném „Za kritický regionalismus. Šest bodů pro architekturu rezistence“ v roce 1983.